# Cấu trúc bậc một của protein

Cấu trúc bậc một là chuỗi trình tự các amino acid. Trên hình là một mẫu trình tự lặp lại của protein sợi

Cấu trúc bậc một của protein là chuỗi thẳng của các amino acid trong một chuỗi peptide hay protein. Theo quy ước, cấu trúc bậc một của một protein được tính bắt đầu từ đầu amino-tận cùng (N) đến đầu carboxyl-tận cùng (C). Quá trình sinh tổng hợp protein thường được thực hiện bởi ribosome trong tế bào. Peptide cũng có thể được tổng hợp trong phòng thí nghiệm. Cấu trúc bậc một của protein có thể được giải trình tự trực tiếp, hoặc suy ra từ trình tự DNA.

## Sự hình thành

### Sinh học
amino acid được polyme hóa thông qua các liên kết peptide tạo thành một mạch "xương sống" dài, với các chuỗi bên amino acid khác nhau nhô ra dọc theo nó. Trong các hệ thống sinh học, các protein được tạo ra trong quá trình dịch mã bởi các ribosome của tế bào. Một số sinh vật cũng có thể tạo ra các chuỗi peptide ngắn bằng tổng hợp peptide không ribosome, thường sử dụng các amino acid khác với 20 loại tiêu chuẩn, và có thể được vòng hóa, biến đổi hoặc liên kết chéo.

### Hóa học
Peptide có thể được tổng hợp hóa học thông qua một loạt các phương pháp dùng trong phòng thí nghiệm. Các phương pháp hóa học thường tổng hợp peptide theo trình tự ngược lại với tổng hợp protein sinh học (túc là bắt đầu từ đầu cuối C ngược trở lại).

## Ký hiệu
Trình tự protein thường được ký hiệu bằng một chuỗi các chữ cái, liệt kê các amino acid bắt đầu từ đầu cuối thiết bị đầu amino đến đầu tận cùng carboxyl. Có thể sử dụng mã ba chữ cái hoặc mã một chữ cái để thể hiện 20 amino acid tự nhiên, cũng như ký hiệu một tổ hợp hoặc amino acid còn mơ hồ (tương tự ký hiệu axit nucleic).
Peptide có thể được giải trình tự trực tiếp, hoặc suy ra từ chuỗi DNA. Các cơ sở dữ liệu trình tự lớn được lập ra để lưu và so sánh các chuỗi protein đã biết.
| amino acid    | 3 chữ cái | 1-chữ cái |
| ------------- | --------- | --------- |
| Alanine       | Ala       | A         |
| Arginine      | Arg       | R         |
| Asparagine    | Asn       | N         |
| Axit aspartic | Asp       | D         |
| Cysteine      | Cys       | C         |
| Axit glutamic | Glu       | E         |
| Glutamine     | Gln       | Q         |
| Glycine       | Gly       | G         |
| Histidine     | His       | H         |
| Isoleucine    | Ile       | I         |
| Leucine       | Leu       | L         |
| Lysine        | Lys       | K         |
| Methionine    | Met       | M         |
| Phenylalanine | Phe       | F         |
| Proline       | Pro       | P         |
| Serine        | Ser       | S         |
| Threonine     | Thr       | T         |
| Tryptophan    | Trp       | W         |
| Tyrosine      | Tyr       | Y         |
| Valine        | Val       | V         |

| Ký hiệu | Mô tả                            | amino acid thể hiện       |
| ------- | -------------------------------- | ------------------------- |
| X       | Bất cứ acid nào, hoặc không biết | Tất cả                    |
| B       | Aspartate hoặc Asparagine        | D, N                      |
| Z       | Glutamate hoặc Glutamine         | E, Q                      |
| J       | Leucine hoặc Isoleucine          | I, L                      |
| Φ       | Kỵ nước                          | V, I, L, F, W, Y, M       |
| Ω       | Hợp chất có vòng                 | F, W, Y, H                |
| Ψ       | Hợp chất không vòng              | V, I, L, M                |
| π       | Nhỏ                              | P, G, A, S                |
| ζ       | Ưa nước                          | S, T, H, N, Q, E, D, K, R |
| +       | Tích điện dương                  | K, R, H                   |
| -       | Tích điện âm                     | D, E                      |